# 2703 Rodari
2703 Rodari eller 1979 FT2 är en asteroid i huvudbältet som upptäcktes den 29 mars 1979 av den rysk-sovjetiske astronomen Nikolaj Tjernych vid Krims astrofysiska observatorium på Krim. Den har fått sitt namn efter den italienska författaren Gianni Rodari.